# Pristimantis dendrobatoides
Pristimantis dendrobatoides es una especie de anfibios de la familia Craugastoridae.

## Distribución geográfica y hábitat
Es endémica del tepuy Wokomung (Guayana Esequiba). Su rango altitudinal oscila entre 1385 y 1570 m s. n. m..